# District de Bắc Trà My
Bắc Trà My est un district rural de la province de Quảng Nam, dans la région de la Côte centrale du Sud du Viêt Nam.

## Géographie
Le district a une superficie de 823 km2.
Le chef-lieu du district est Trà My. 